# Sutra ujutru
Sutra ujutru (srp. Сутра ујутру) je srpski film iz 2006. godine redatelja Olega Novkovića. Scenarij za film je napisala Milena Marković.
Film je 2006. godine bio srpski kandidat za nagradu Oscar za najbolji film izvan engleskog govornog područja.

## Radnja
Ova ljubavna drama govori o dubokoj strasti, senzualnosti, nježnosti, ljubomori, posesivnosti, ljubavnoj izdaji – sukobu iracionalnog i racionalnog. 
Poslije 12 godina provedenih u inozemstvu, glavni junak (Uliks Fehmiu) se vraća u rodni grad, gde se ponovo susreće sa starom ljubavi (Nada Šargin), prijateljima (Nebojša Glogovac i Ljubomir Bandović) i roditeljima. Oni zajedno provode četiri dana i poslije toga ništa više neće biti isto u njihovim životima. Svi imaju potrebu vratiti vrijeme, zaustaviti trenutke radosti i zajedništva, vrijeme velikih očekivanja, momente koji se desi i više se nikad ne vrate. Priča govori o ponovnom pronalaženju sebe.

## Uloge
- Uliks Fehmiu kao Nele
- Nada Šargin kao Sale
- Nebojša Glogovac kao Mare
- Lazar Ristovski kao Zdravko
- Ljubomir Bandović kao Bure
- Radmila Tomović kao Ceca
- Danica Ristovski kao Zora
- Ana Marković kao Maja
- Miloš Vlalukin	kao Sima
- Jelena Đokić - radnica u pekari
- Branko Cvejić kao Sava
- Renata Ulmanski - susjeda
- Nebojša Ilić	- taksista
- Elizabeta Đorevska - medicinska sestra

## Vanjske poveznice
- Sutra ujutru u internetskoj bazi filmova IMDb-a